# 521-й истребительный авиационный полк
521-й истребительный авиационный полк (521-й иап) — воинская часть Военно-воздушных сил (ВВС) Вооружённых Сил РККА, принимавшая участие в боевых действиях Великой Отечественной войны.

## История полка
За всю свою историю полк своё наименование не менял — 521-й истребительный авиационный полк.
521-й истребительный авиационный полк начал формироваться 15 сентября 1941 года в при 14-м запасном истребительном авиационном полку Московского военного округа в г. Рыбинск по штату 015/174 на истребителях ЛаГГ-3. 3 октября полк завершил формирование и был передан в состав 43-й смешанной авиационной дивизии ВВС Калининского фронта.
Участие в боевых действиях против Германии и её союзников полк принял с 6 октября 1941 года в составе 43-й смешанной авиационной дивизии ВВС Калининского фронта на самолётах ЛаГГ-3. Первая известная воздушная победа полка в Отечественной войне одержана 9 октября 1941 года: капитан Клещев И. И. в воздушном бою в районе ст. Мещерская сбил немецкий бомбардировщик Ju-88. Полк принимал участие в Смоленском сражении и в Битве за Москву.
В январе 1942 года полк передан в состав 31-й смешанной авиационной дивизии ВВС Калининского фронта, а 24 февраля принял 6 самолётов Як-1 от 237-го иап. С 28 февраля 1942 года по расформировании 31-й смешанной авиационной дивизии действовал в составе ВВС 39-й армии Калининского фронта. К апрелю 1942 года лётчицами полка произведено 76 воздушных боёв, в которых сбито 69 самолётов противника, а штурмовыми действиями уничтожено 6 самолётов на земле.
С 15 мая 1942 года полк вошёл в состав вновь сформированной 209-й истребительной авиационной дивизии 3-й воздушной армии Калининского фронта. Боевой работы не вёл, вводя в строй молодых лётчиков и осваивая истребители Як-1. 14 июня полк передан в состав 210-й истребительной авиационной дивизии 3-й воздушной армии и до 1 июля боевой работы не вёл. С 1 июля 1942 года вновь приступил к боевой работе в составе 210-й истребительной авиационной дивизии 3-й воздушной армии Калининского фронта на самолётах Як-1. Принимал участие в Ржевско-Сычёвской стратегической наступательной операции с 30 июля 1942 года по 14 августа 1942 года. После больших потерь 14 августа полк выведен в 5-й отдельный учебно-тренировочный авиационный полк 3-й воздушной армии на аэродром Кимры. 26 августа полк убыл в 3-ю запасную авиационную бригаду Приволжского военного округа на доукомплектование, а 17 сентября 1942 года директивой штаба округа полк был расформирован.
В составе действующей армии полк находился с 6 октября 1941 года по 26 августа 1942 года.

### Командиры полка
- капитан, майор Вусс Василий Никифорович (ранен)[1][2], 17.09.1941 — 06.06.1942
- майор Бобров Владимир Иванович[1], 06.06.1942 — 17.09.1942

## В составе соединений и объединений
| Период        | Фронт (округ)             | армия               | дивизия                                             | примечание      |
| ------------- | ------------------------- | ------------------- | --------------------------------------------------- | --------------- |
| 15.09.1941 г. | Московский военный округ  | ВВС округа          | 14-й запасной истребительный авиационный полк       | Рыбинск, ЛаГГ-3 |
| 06.10.1941 г. | Калининский фронт         | ВВС фронта          | 43-я смешанная авиационная дивизия                  | ЛаГГ-3          |
| 10.01.1942 г. | Калининский фронт         | ВВС фронта          | 31-я смешанная авиационная дивизия                  | ЛаГГ-3          |
| 28.02.1942 г. | Калининский фронт         | 39-я армия          | ВВС 39-й армии                                      | ЛаГГ-3, Як-1    |
| 15.05.1942 г. | Калининский фронт         | 3-я воздушная армия | 209-я истребительная авиационная дивизия            | Як-1            |
| 14.06.1942 г. | Калининский фронт         | 3-я воздушная армия | 210-я истребительная авиационная дивизия            | Як-1            |
| 14.08.1942 г. | Калининский фронт         | 3-я воздушная армия | 5-й отдельный учебно-тренировочный авиационный полк |                 |
| 26.08.1942 г. | Приволжский военный округ | ВВС округа          | 3-я запасная авиационная бригада                    |                 |

## Отличившиеся воины
- Бобров, Владимир Иванович, командир полка, полковник, Указом Президента СССР от 20 марта 1991 года за мужество и героизм, проявленные в борьбе с немецко-фашистскими захватчиками в Великой Отечественной войне 1941—1945 годов, посмертно удостоен звания Героя Советского Союза. Родным лётчика были вручены орден Ленина и медаль «Золотая Звезда» № 11645.

## Лётчики-асы полка
| Фамилия, имя отчество            | Награды | Сбито самолётов (+ в группе) | Примечание |
| -------------------------------- | ------- | ---------------------------- | --- |
| Алкидов Владимир Яковлевич       |         | 3 + 7                        | Лётчик полка: окт. 1942 — апр. 1942. Боевых вылетов: более 300.                                                                                      |
| Бабков Василий Петрович          |         | 13 + 10                      | Лётчик полка: окт. 1941 — апр. 1942. Боевых вылетов: 465; воздушных боёв: 100                                                                        |
| Баклан Андрей Яковлевич          |         | 20 + 21 (17 + 1)             | Лётчик полка: фев. — апр. 1942. Боевых вылетов: более 700.                                                                                           |
| Бобров Владимир Иванович         |         | 27 + 24                      | Командир полка: фев. — окт. 1942. Боевых вылетов: 451; воздушных боёв: 112                                                                           |
| Зайченко Алексей Пахомович       |         | 5 + 3                        | Лётчик полка: сент. 1941 — фев. 1942. Боевых вылетов: 14                                                                                             |
| Карначёнок Николай Александрович |         | 8 + 11 (8 + 1)               | Лётчик полка: окт. 1941 — апр. 1942. Боевых вылетов: около 300. Погиб 22 сентября 1942 г. В воздушном бою столкнулся с самолётом ведомого.           |
| Клещёв Иван Иванович             |         | 14 + 10                      | Лётчик полка: окт. 1941 — апр. 1942. Боевых вылетов: около 380; воздушных боёв: около 50. Погиб 31 декабря 1942 г. Разбился в авиационной катастрофе |
| Харитонов Николай Васильевич     |         | 14 + 10 (14 + 8)             | Лётчик полка: окт. 1941 — фев. 1942. Боевых вылетов: 252; воздушных боёв: 79.                                                                        |

## Итоги боевой деятельности полка
Всего за годы Великой Отечественной войны полком:
| Выполнено боевых вылетов | Проведено воздушных боёв | Сбито самолётов в воздухе |
| ------------------------ | ------------------------ | ------------------------- |
| 2261                     | около 100                | 79                        |

Свои потери:
| Потеряно самолётов, всего   | Погибло лётчиков всего |
| --------------------------- | ---------------------- |
| 48 (32 боевые, 16 небоевые) | 17                     |

## Самолёты на вооружении
| Период                  | Самолёты | Фото   | Период                  | Самолёты | Фото                      |
| ----------------------- | -------- | ------ | ----------------------- | -------- | ------------------------- |
| 15.09.1941 — 15.05.1942 | ЛаГГ-3   | ЛаГГ-3 | 15.05.1942 — 14.08.1942 | Як-1     | Проекции истребителя Як-1 |